# Pace di Zsitvatorok

La pace di Zsitvatorok (11 novembre 1606) fu il trattato di pace che pose fine alla Lunga Guerra tra l'Impero ottomano e gli Asburgo. Il trattato rientrava inoltre in una serie di accordi diplomatici voluti da Vienna per porre fine alla rivolta anti-asburgica di István Bocskai scoppiata nel 1604.
L'accordo venne siglato presso la foce del fiume Žitava (in ungherese Zsitva), affluente del Danubio, nel Regno d'Ungheria (odierna Slovacchia). Il luogo ospitò poi il piccolo insediamento di Žitavská Tôňa (in ungherese Zsitvatorok), parte della municipalità di Radvaň nad Dunajom (ungherese Dunaradvány).
La pace prevedeva una durata di vent'anni ed è stata interpretata in modi assai difformi dagli storici. Inoltre le differenze tra la versione turca del testo e quella ungherese incoraggiano differenti interpretazioni.
Un punto dibattuto è se il testo scritto prevedesse, in qualche sua parte, il riconoscimento ottomano di una parità di rango/dignità tra i governanti Asburgo ed il sultano di Istanbul.
Altra disputa interpretativa riguarda l'indennizzo versato dagli ungheresi ai turchi: per parte cristiana si parla di 200 000 fiorini versati per chiudere il conflitto in modo definitivo mentre la medesima somma viene indicata dagli Ottomani quale nuovo tributo da versarsi ogni tre anni (prima del conflitto il tributo era annuale ed assommava a 30 000 gulden).
Punto fermo nell'accordo fu la proibizione di nuove campagne di saccheggio ottomane nelle terre del Regno d'Ungheria ed il diritto, per i coloni magiari sotto dominio turco, di riscuotere liberamente le tasse tramite giudici di villaggio. I turchi riconobbero inoltre l'esenzione fiscale della nobiltà cristiana.
Nella realtà, il sultano non si impegnò mai per tener fede a questi accordi.
Firmatari dell'accordo furono, per parte turca il sultano Ahmed I e per parte austriaca l'arciduca Mattia, nonostante le forti opposizioni da parte dell'imperatore Rodolfo II. Il 9 dicembre, il fratello di Mattia, l'imperatore Rodolfo II, ratificò il trattato.
La pace di Zsitvatorok dimostrò l'incapacità ottomana di penetrare ulteriormente nei territori degli Asburgo: può dunque, in ultima analisi, essere considerata una delle prime grandi sconfitte geo-politiche della Sublime porta.
Il trattato garantì comunque frontiere stabili e pacifiche tra l'Austria ed i turchi per circa mezzo secolo. Negli anni successivi infatti, gli Asburgo sarebbero andati incontro a notevoli problemi di politica interna (Guerra dei Trent'anni) mentre gli Ottomani sarebbero stati impegnati in guerre dislocate sugli altri confini del loro impero: Polonia ed Iran.